# Elecciones al Congreso de los Diputados de noviembre de 2019 (Lérida)
Las elecciones al Congreso de los Diputados de 2019 se celebraron en la provincia de Lérida el domingo 10 de noviembre, como parte de las elecciones generales convocadas por Real Decreto dispuesto el 4 de marzo de 2019 y publicado en el Boletín Oficial del Estado el día siguiente. Se eligieron los 4 diputados del Congreso correspondientes a la circunscripción electoral de Lérida, mediante un sistema proporcional (método d'Hondt) con listas cerradas y un umbral electoral del 3%.

## Resultados
Los comicios depararon 2 escaños a Esquerra Republicana de Catalunya-Sobiranistes, y 1 a Junts per Catalunya-Junts, y 1 al Partido de los Socialistas de Cataluña
| Candidatura                                            | Candidatura                                                       | Votos   | %                                       | Escaños                                 |
| ------------------------------------------------------ | ----------------------------------------------------------------- | ------- | --------------------------------------- | --------------------------------------- |
|                                                        | Esquerra Republicana de Catalunya-Sobiranistes (ERC-Sobiranistes) | 65 236  | 31,70                                   | 2                                       |
|                                                        | Junts per Catalunya-Junts (JxCAT-Junts)                           | 46 773  | 22,73                                   | 1                                       |
|                                                        | Partido de los Socialistas de Cataluña (PSC-PSOE)                 | 29 983  | 14,57                                   | 1                                       |
|                                                        |                                                                   |         |                                         |                                         |
| En Comú Podem-Guanyem el Canvi (En Comú Podem-GeC)     | En Comú Podem-Guanyem el Canvi (En Comú Podem-GeC)                | 16 337  | 7,94                                    | 0                                       |
| Partido Popular (PP)                                   | Partido Popular (PP)                                              | 14 697  | 7,14                                    | 0                                       |
| Candidatura de Unidad Popular (CUP)                    | Candidatura de Unidad Popular (CUP)                               | 14 098  | 6,85                                    | 0                                       |
| Vox (Vox)                                              | Vox (Vox)                                                         | 9312    | 4,52                                    | 0                                       |
| Ciudadanos (Cs)                                        | Ciudadanos (Cs)                                                   | 7128    | 3,46                                    | 0                                       |
| Partido Animalista Contra el Maltrato Animal (PACMA)   | Partido Animalista Contra el Maltrato Animal (PACMA)              | 1521    | 0,74                                    | 0                                       |
| Recortes Cero-Grupo Verde (Recortes Cero-GV)           | Recortes Cero-Grupo Verde (Recortes Cero-GV)                      | 183     | 0,09                                    | 0                                       |
| Por un Mundo Más Justo (PUM+J)                         | Por un Mundo Más Justo (PUM+J)                                    | 169     | 0,08                                    | 0                                       |
| Partido Comunista de los Pueblos de España (PCPE)      | Partido Comunista de los Pueblos de España (PCPE)                 | 129     | 0,06                                    | 0                                       |
| Partido Comunista de los Trabajadores de España (PCTE) | Partido Comunista de los Trabajadores de España (PCTE)            | 126     | 0,06                                    | 0                                       |
| Izquierda en Positivo                                  | Izquierda en Positivo                                             | 124     | 0,06                                    | 0                                       |
| Votos válidos                                          | Votos válidos                                                     | 222 800 | 100,00                                  | 4                                       |
| Votos nulos                                            | Votos nulos                                                       | 1375    | Participación: · \| \| 66,38 % \| 9,38% | Participación: · \| \| 66,38 % \| 9,38% |
| Votantes                                               | Votantes                                                          | 208 731 | Participación: · \| \| 66,38 % \| 9,38% | Participación: · \| \| 66,38 % \| 9,38% |
| Electores                                              | Electores                                                         | 314 425 | Participación: · \| \| 66,38 % \| 9,38% | Participación: · \| \| 66,38 % \| 9,38% |
|                                                        | 66,38 %                                                           |         |                                         |                                         |

## Diputados electos
Relación de diputados electos:
| N.º | Nombre                         | Lista | Lista            |
| --- | ------------------------------ | ----- | ---------------- |
| 1   | Francesc Xavier Eritja i Ciuró |       | ERC-Sobiranistes |
| 2   | Jordi Turull i Negre           |       | Junts            |
| 3   | Inés Granollers i Cunillera    |       | ERC-Sobiranistes |
| 4   | Montserrat Mínguez Garcia      |       | PSC-PSOE         |